# Exechia hiemalis
Exechia hiemalis är en tvåvingeart som först beskrevs av Marshall 1896.  Exechia hiemalis ingår i släktet Exechia och familjen svampmyggor. Inga underarter finns listade i Catalogue of Life.